# Senegal na Letních olympijských hrách 1988
Senegal na letních olympijských hrách 1988 v jihokorejském Soulu reprezentovalo 23 sportovců, z toho 22 mužů a 1 žena.

## Medailisté
| Medaile | Jméno         | Sport    | Disciplína              |
| ------- | ------------- | -------- | ----------------------- |
| Stříbro | Amadou Dia Ba | Atletika | Muži 400 metrů překážek |